# Terza Roma

Aquila bicipite, stemma imperiale dell'Impero romano d'Oriente.

Terza Roma o Nuova Roma è un'espressione che ha diverse accezioni a seconda del contesto.
Si può riferire a una denominazione attribuita alla città russa di Mosca, intendendo in questo caso per «prima Roma» l'antica capitale dell'Impero romano e per «seconda Roma» la città di Costantinopoli, oggi Istanbul, ex capitale dell'Impero bizantino o Impero romano d'Oriente.
Per «Terza Roma» ci si può riferire anche alla terza epoca della città di Roma: quella in cui assolve il ruolo di capitale d'Italia, seguita alle prime due epoche, quella della Roma dei Cesari e quella della Roma dei papi.

## Uso del termine per Mosca
L'idea di Mosca come Terza Roma ebbe fortuna sin dall'antica Russia zarista. A pochi anni dalla conquista di Costantinopoli da parte di Maometto II (sovrano dell'Impero ottomano), avvenuta il 29 maggio 1453, alcuni nominarono Mosca Terza Roma o Nuova Roma; uno degli storici appellativi di Costantinopoli è infatti Seconda Roma.
L'idea si sviluppò durante il regno di Ivan III di Russia, detto Ivan il Grande, Gran Duca di Mosca, che sposò Sofia Paleologa. Sofia era nipote di Costantino XI, l'ultimo Imperatore di Costantinopoli, e Ivan reclamò l'eredità storica, religiosa e imperiale della città che si definiva Seconda Roma sin dalla fondazione voluta dall'imperatore Costantino come Νέα Ῥώμη (Nuova Roma). E il fatto che numerosi nobili, vescovi, scienziati, matematici, filosofi e altre persone di alto rango dell'Impero romano d'Oriente fossero emigrate proprio in Russia rafforzò l'immagine e l'idea della Russia come erede dell'Impero romano d'Oriente e, di conseguenza, dell'Impero romano. Ivan IV, nipote di Ivan III, proclamò durante la sua incoronazione a zar di Russia: Due Rome sono cadute ma non Mosca! E non vi sarà una quarta Roma!
Questa idea è rimasta nel tempo, avallata dalla presenza nella capitale russa di patriarchi della religione ortodossa, e a questo giustificativo possiamo rimandare l'ostilità storica e le tante guerre tra russi e turchi, aggravate anche da ragioni d'influenza geopolitica nell'Europa orientale.

## Uso del termine in Italia
L'espressione «Terza Roma» venne usata anche da Giuseppe Mazzini durante il Risorgimento italiano, con riferimento a una terza fase della storia di Roma e dell'Italia da lui auspicata: dopo la prima Roma dell'antichità, e la seconda dei papi, sarebbe ora seguita una terza epoca della romanità contraddistinta dai nuovi ideali patriottici di libertà e democrazia, grazie ai quali l'Italia avrebbe ancora una volta rappresentato il modello dell'Europa e del mondo intero.
L'ideale mazziniano sarà ripreso in epoca fascista, e riadattato da diversi esponenti del regime come Enrico Corradini, che interpretarono la Terza Roma come l'avvento di una nuova civiltà.

Lo stesso Benito Mussolini, in un discorso pronunciato il 31 dicembre 1925 in Campidoglio per l'insediamento del primo governatore di Roma, profetizzava per l'Urbe una nuova era che avrebbe visto il suo territorio espandersi fino ad approdare ad uno sbocco sul mare. Una lunga citazione del discorso fu poi scolpita su una facciata del Palazzo degli Uffici all'Eur realizzato su progetto dell'architetto Gaetano Minnucci: 
La costruzione del quartiere dell'EUR nel 1942 avrebbe appunto rappresentato il primo passo in questa direzione.

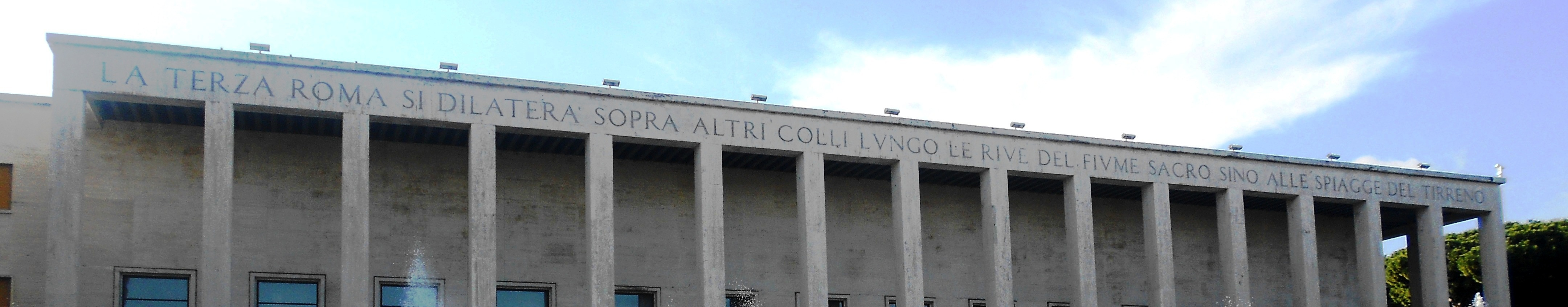
Iscrizione sul Salone delle Fontane nel quartiere EUR di Roma